# 傑佛遜鎮區 (阿肯色州布恩縣)
傑佛遜鎮區（英語：Jefferson Township）是位於美國阿肯色州布恩縣的一個行政鎮區。

## 地方資料
根據2010年美國人口普查的數據，傑佛遜鎮區的面積為40.350平方千米，當中陸地面積為40.345平方千米，而水域面積為0.005平方千米。當地共有人口1202人，而人口密度為每平方千米29人。